# Снежанска кория
Снежанска кория е защитена местност в България. Намира се в землището на село Снежина, област Варна.
Защитената местност е с площ 81 ha. Обявена е на 6 декември 1963 г. с цел опазване на вековна дъбова гора. Защитената местност е в границите на защитената зона от Натура 2000 Провадийско-Роякско плато.
В защитената местност се забранява:
- провеждането на сечи с изключение на санитарната сеч, а за буковата гора около хижите Братия и Сакараджа и изборната сеч, повреждането и кастренето на дърветата, както и да се събират, изваждат или късат други растения или части от тях;
- да се гърми, ловува, риболовства или пали огън, както и движението извън определените пътища;
- да се преследват дивите животни, да се хващат и убиват, както и да се събират или повреждат ларвите на насекомите, яйцата и гнездата на птиците или леговищата на животните;
- да се разкриват кариери, повреждат знаците, както и всякакви действия, които застрашават горите или изменят естествения образ на местността.[1]

Разрешава се:
- провеждането на залесителните мероприятия с оглед подобряване защитните и украсни функции на гората;
- прокарване на пътища и алеи, във връзка с правилното стопанисване и ползване на обектите;
- събирането на дъбов желъд за семе.[1]